# Laura Prince
Pour les articles homonymes, voir Prince.
Laura Prince est une chanteuse métisse franco-togolaise.

## Biographie
Laura Prince est originaire d'Agbodrafo au Togo et née d’un père togolais et d’une mère française.
Jeune, elle est bercée par la musique du monde comme Celia Cruz et Fela Kuti, la musique française comme Édith Piaf, Barbara et Charles Aznavour et de par son père la musique classique comme Mozart et Bach. Cela lui permet de forger son oreille, de manière intuitive.
Laura Prince chante et joue ses premières compositions sur un piano offert par sa mère mais n'apprendra à lire la musique que vers 13 ans. Sa grand-mère et son arrière-grand-mère qu'elle n'a pas connues étaient pianistes.
Elle perd sa tante maternelle, emportée par une tumeur du cerveau foudroyante. La douleur est immense, mais aussi un électrochoc. Elle décide de quitter son poste d'assistante pour se consacrer à la musique. Elle sollicite Grégory Privat.
Accompagnée de Tilo Bertholo, Zacharie Abraham et Inor Sotolongo, des musiciens hors pair, elle sort son premier album Peace of Mine qui est un mixte entre ses racines, ses joies, ses chagrins, sa confrontation à la vie, la mort et l'amour. Elle devient révélation jazz vocal 2021 par Jazz Magazine.

## Discographie

### Album studio
- 2021 : Peace of Mine
- 2025 : Adjoko[6]